# روبرت ستيوارت
روبرت ستيوارت (بالإنجليزية: Robert L. Stewart)‏ (و. 1942 – م) هو رائد فضاء من الولايات المتحدة الأمريكية. ولد في واشنطن العاصمة.

## ريادة الفضاء
شارك في المهمات الفضائية:
- STS-41-B
- STS-51-J.

## الخدمة العسكرية
خدم في القوات البرية للولايات المتحدة.

## التعليم و الحياة الخاصة
ولد ستيوارت 13 أغسطس 1942، في العاصمة واشنطن دخل المدرسة الثانوية في هاتييسبورغ، ميسيسيبي في عام 1960. ثم حصل على درجة البكالوريوس في علوم الرياضيات من جامعة جنوب المسيسيبي في عام 1964، وعلى درجة الماجستير في علوم هندسة الطيران من جامعة تكساس في أرلينغتون في عام 1972. متزوج ولديه طفلان.
لديه هوايات هي :النجارة، والتصوير الفوتوغرافي، والتزحلق على الجليد.

## جوائز
حصل على جوائز منها:
- جائزة الشجاعة طيران
- Purple Heart
- وسام الجو
- وسام "العمل الشجاع في الحرب الوطنية العظمى 1941-1945
- ميدالية النجمة البرونزية
- وسام الاستحقاق.

## الجوائز و التقديرات
- ميدالية الخدمة المتميزة  [لغات أخرى]‏
- وسام الخدمة المتميزة في الجيش
- وسام الإستحقاق (الأمريكي) with oak leaf cluster
- صليب الطيران المتميز with three oak leaf clusters
- ميدالية النجمة البرونزية
- وسام القلب الأرجواني with oak leaf cluster
- الميدالية التقديرية للخدمة  [لغات أخرى]‏
- نوط الجو with six silver oak leaf clusters and two bronze oak leaf clusters
- ميدالية التوصية with oak leaf cluster and Valor device
- ميدالية خدمة الدفاع الوطني  [لغات أخرى]‏
- ميدالية الابتعاث للقوات المسلحة  [لغات أخرى]‏
- ميدالية الخدمة في فيتنام  [لغات أخرى]‏
- وسام حملة فيتنام
- صليب البسالة  [لغات أخرى]‏
- ميدالية الرحلة الفضائية لناسا  [لغات أخرى]‏s (1984 & 1985)
- Army Aviation Award of the Year, 1984
- AHS Feinberg Memorial Award
- المعهد الأمريكي للملاحة الجوية والفضائية Oberth Award